# 德尼·穆奎格

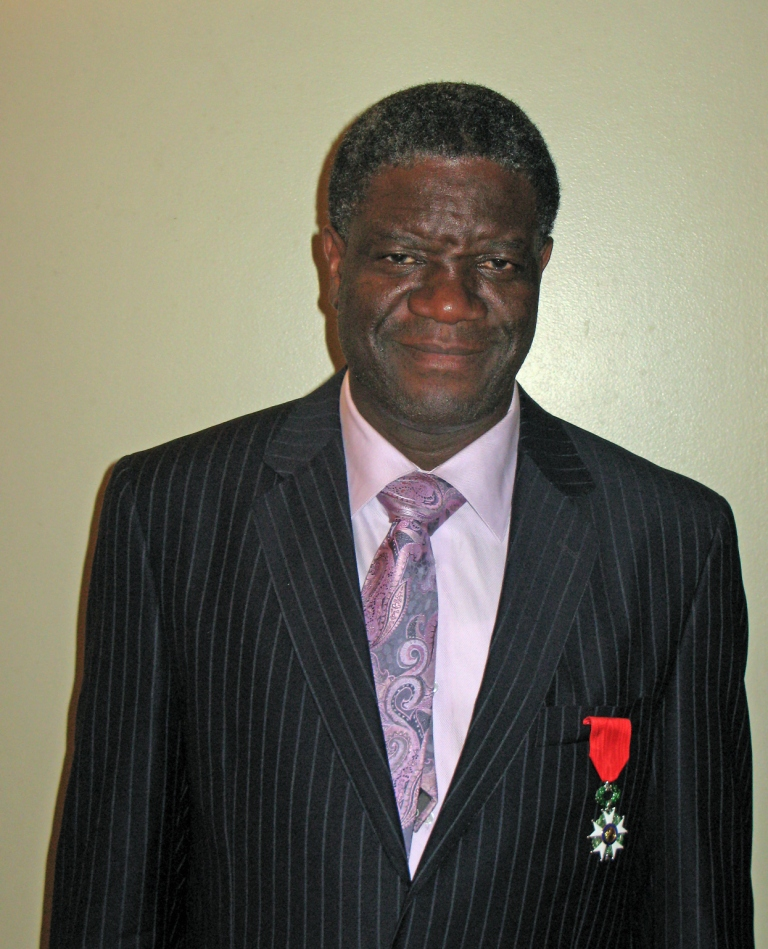
2009年荣获法國榮譽軍團勳章的穆奎格

德尼·穆肯格雷·穆奎格（法語：Denis Mukengere Mukwege，1955年3月1日—），剛果民主共和國妇科医生，法語布魯塞爾自由大學醫學博士，2018年諾貝爾和平獎得主。他创立並服務於位於剛果布卡武的潘齊医院（Panzi Hospital），专门治疗被叛军轮奸的妇女。加拿大環球郵報指，穆奎格已經成为修复轮奸导致的生理伤害方面的世界性权威 。
穆奎格救助了数以千计的第二次刚果战争中的强奸受害者，她们中的一些不止一次被轮奸。在他18个小时的工作日内进行的手术常常多达10次。他描述了他的病人到达医院的状况，有时是裸体，通常已遭到严重的伤害。2014年，穆奎格被欧洲议会授予萨哈罗夫奖。
2018年，穆奎格和雅茲迪人權活動人士納迪婭·穆拉德共同獲得諾貝爾和平獎，以表揚他們「致力結束以性暴力作為戰爭及武裝衝突的工具」。